# شراکوویزنا
شراکوویزنا (به لهستانی:  Sierakowizna) یک روستا در لهستان است که در گمینا بیلسک پودلاسکی واقع شده‌است.